# Virgil Scott
Pour les articles homonymes, voir Scott.
Virgil Joseph Scott, né en 1914 et mort le 9 février 2001, est un écrivain américain de roman policier.

## Biographie
Après des études dans l’Ohio, il est enseignant à l’université du Minnesota, puis au Michigan State College.
Il commence à écrire en 1947 en publiant The Dead Tree Gives No Shelter, histoire racontée à la première personne par Mike Brandon qui sombre progressivement dans le gangstérisme. Une histoire d’amour avec la maîtresse de son patron, bootlegger le mène ensuite à sa perte. Pour François Guérif, ce roman est « aussi une des histoires d’amour les plus lyriques de la Série noire ». Le titre du roman est la reprise d'un vers du poème La Terre vaine (The Waste Land) publié en 1922 par T.S. Eliot .

## Œuvre

### Romans
- The Dead Tree Gives No Shelter, 1947
  - Jusqu'à la gauche, Série noire no 32, 1949, réédition Carré noir no 141, 1973
- The Savage Affair, 1958
- The Kreuzman Formula, 1974
- Walk-In, 1976

## Sources
- Claude Mesplède (dir.), Dictionnaire des littératures policières, vol. 2 : J - Z, Nantes, Joseph K, coll. « Temps noir », 2007, 1086 p. (ISBN 978-2-910-68645-1, OCLC 315873361), p. 740.
- Claude Mesplède, Les années "Série noire" : bibliographie critique d'une collection policière, vol. 1 : 1945-1959, Amiens, Editions Encrage, coll. « Travaux » (no 13), 1992 (ISBN 978-2-906-38934-2), p. 38.
- Claude Mesplède et Jean-Jacques Schleret, SN, voyage au bout de la Noire : inventaire de 732 auteurs et de leurs œuvres publiés en séries Noire et Blème : suivi d'une filmographie complète, Paris, Futuropolis, 1982, 476 p. (OCLC 11972030).